# Café Deutschland
Die Café Deutschland – Bilderreihe ist das Resultat von Jörg Immendorffs Schaffensperiode um die Wende der 1980er Jahre. Von 1977 bis 1982 entstanden 19 Großformate der sukzessiv narrativen Caféfolge, die jedoch von vielen Aquarellen und Gouachen von gleicher Motivik parallel begleitet werden.
Im Fokus steht die Hinterfragung des deutschen Politikums zur Zeit des Kalten Krieges. In seinem emblematischen Symbolismus kritisiert Immendorff die Auswirkungen des Widerstreits zwischen den Großmächten der marktwirtschaftlichen USA und der kommunistischen Sowjetunion auf die deutsche Bevölkerung: Die Trennung Deutschlands in die Bundesrepublik Deutschland (BRD) und in die DDR wird zum Leitmotiv der Café Deutschland-Bilder und damit auch die geographische Distanz zwischen dem Künstlerkollektiv Immendorff (BRD) – Penck (DDR):

„Wir wollen ein gutes Kollektiv werden. Ein Kollektiv was Gegensätze einschließt. Entweder gelingt es dem Verständnis so etwas fertigzubringen, oder die Konfrontation bringt eine Entscheidung von Verfahren. Wichtig ist das Thema, das konstant ist, die Realisierung ist zeitabhängig und dadurch spezifisch. Dadurch wird das Thema zur Uhr, die anzeigen kann, wie spät es ist. Die Uhr ist so Modell für den Konzeptraum überhaupt. Jeder kann seine Haltung daran überprüfen.“

Die historischen Begebenheiten und Persönlichkeiten (Helmut Schmidt, Erich Honecker, A. R. Penck, Biermann usw.) dieser Zeit werden also fragmentarisch in einer Art Collage auf die Guckkastenbühne des Caféraumes verlagert, wobei sich Immendorff mit dem Integrieren seines Selbstbildnisses in die Position eines Vermittlers erhebt. Ganz im Sinne der moralisierenden Katharsis will Immendorff seine Kunstrezipienten auf das Recht der Selbstbestimmung hinweisen. Es handelt sich daher um keine ideologische Agitpropkunst, sondern vielmehr um eine antihegemonistische Bebilderung der deutschen Missstände, die zum individuellen Handeln gegen den Totalitarismus aufruft und im folgenden Appell zum Ausdruck kommt:

„Aufruf an die Westdeutschen und europäischen Künstler: Behandelt in euren Werken Fragen des Alltages, Ungerechtigkeiten, die Frage drohender Kriegsgefahr durch zwei imperialistische Mächte, politische Unterdrückung – setzt euch für Frieden ein, denn fällt die erste Bombe, bleibt keine Staffelei trocken, euer Jörg Immendorff, Mai 1978.“

Der Café-Deutschland-Zyklus wird so zum emanzipatorischen Befreiungsschlag von linksorientierten maoistischen Interessen, zu denen sich Immendorff im Laufe der Siebziger bekannte. Letztendlich leitet Café Deutschland den Café-de-Flore-Zyklus ein.

## Café Deutschland I
Das 2,85 × 3,33 m große Gemälde Café Deutschland I entstand in den Jahren 1977–1978 und gehört seit 1986 zum Bestand der Peter und Irene Ludwig Stiftung. Als Dauerleihgabe ist es im Kölner Museum Ludwig beheimatet und wird dort zurzeit ausgestellt (Stand: August 2017).